# Gammaridea
Die Gammaridea sind eine Unterordnung der Flohkrebse. Sie stellen mit ca. 4000 Arten die zweitgrößte Gruppe der rund 9500 bekannten Flohkrebsarten dar. Die meisten  Süßwasserarten, darunter der heimische Bachflohkrebs aus der Familie der Gammaridae und der in Nordamerika weit verbreitete Mexikanische Flohkrebs aus der Familie der Hyalellidae, gehören jedoch nicht mehr zu dieser Gruppe. Diese wurden zusammen mit einigen anderen Familien der Gammaridea und allen Arten, die früher den Unterordnungen Corophiidea und Caprellidea zugeordnet worden waren, in der im Jahre 2013 neu errichteten Unterordnung Senticaudata vereinigt.

## Verbreitung
Die Gammaridea sind weltweit verbreitet. Die meisten Familien leben im Meer, von der Arktis und der Antarktis bis in äquatoriale Breiten. Größtenteils sind sie Bodenbewohner, einige sind jedoch auch im Zooplankton zu finden. Sie kommen an den Küsten bis hinauf ins Supralitoral der Strände vor, viele neue Arten wurden jedoch auch in der Tiefsee entdeckt. Manche Arten wie der Höhlenflohkrebs besiedeln auch Höhlen- und Grundwasserbiotope.

## Ernährung
Die Gammaridea ernähren sich größtenteils von Detritus, d. h. von pflanzlichen und tierischen Resten, die zu Boden sinken. Es gibt aber auch räuberische Formen im Zooplankton, die sich von Salpen und Copepoden ernähren. Andere besitzen saugende Mundwerkzeuge, mit denen sie halbparasitisch oder als Kommensalen mit Salpen leben. Dazu gehören die Familien Stenothoidae, Leucothoidae und Dexaminidae.

## Lebensweise
Die Arten der Familie Ampeliscidae bauen röhrenförmige Höhlen mit Hilfe von sekretorischen Drüsen, mit denen die das feste Baumaterial verkleben. Die Drüsen befinden sich auf den ersten beiden Paaren ihrer Pereiopoden oder als kutikuläre Drüsen auf der Körperoberfläche. Sie nutzen ihre speziell entwickelten Antennen zum Filtrieren.
Die Arten der Phoxocephalidae und Haustoriidae nutzen ihre Gliedmaßen zum Graben im Sediment. Einige verdauen dabei den detritusreichen Schlamm und verwerten das darin befindliche organische Material.

## Familien

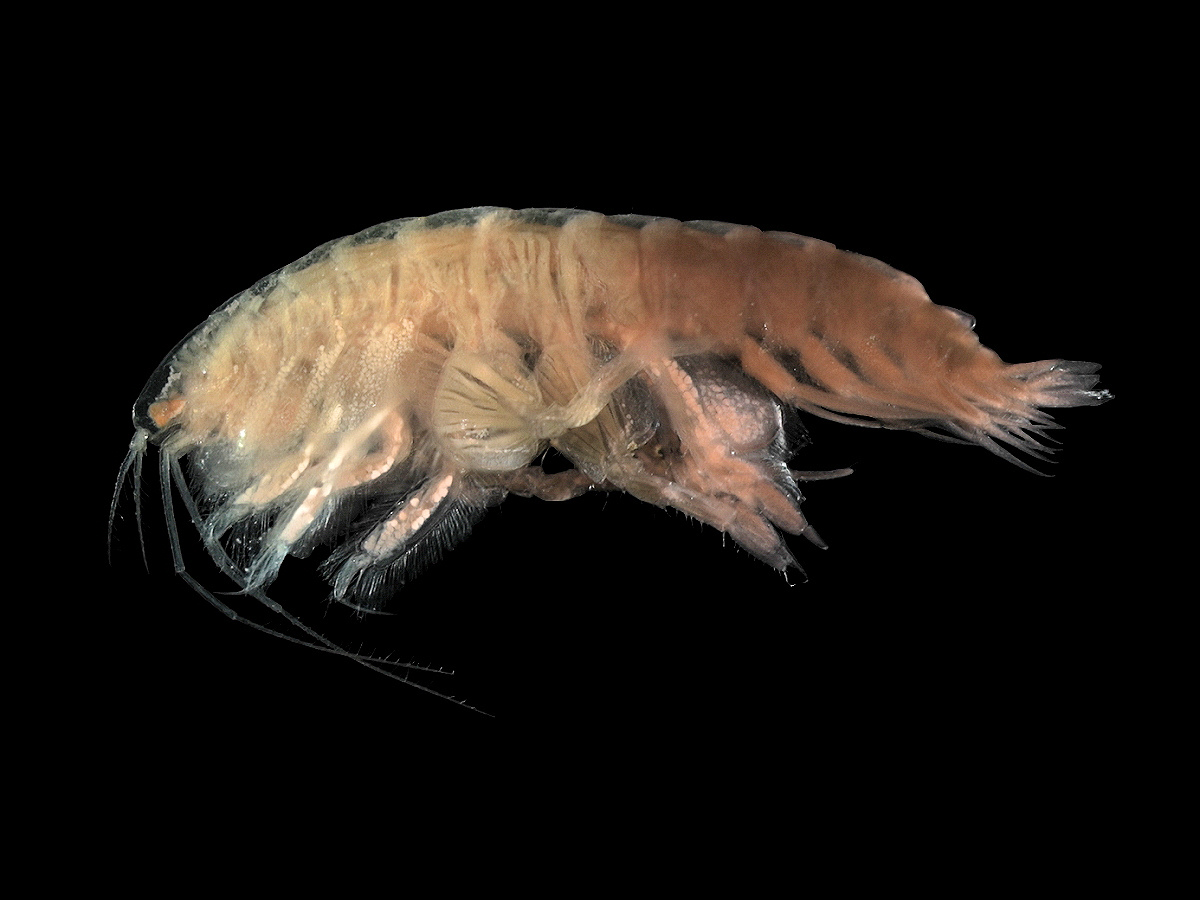
Ampelisca brevicornis (Ampeliscidae)

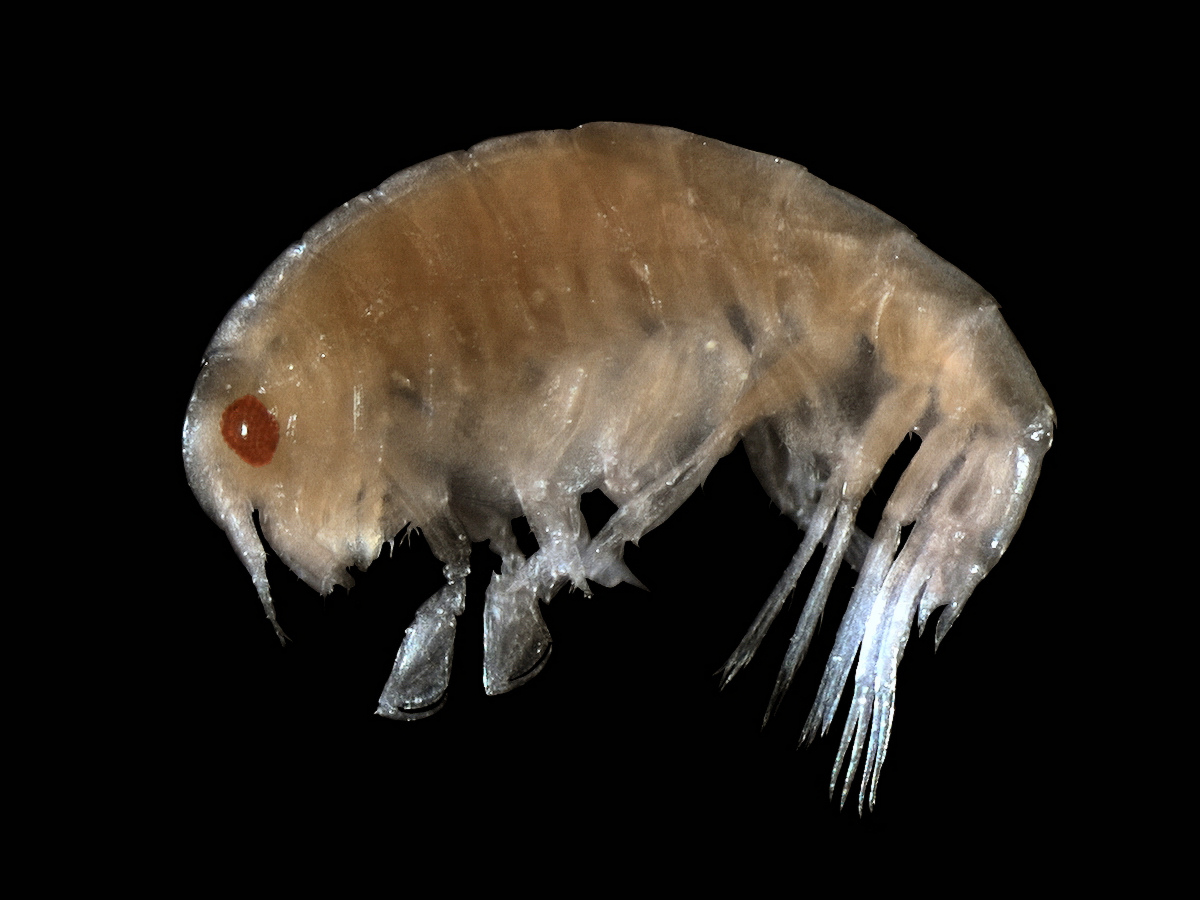
Amphilochus manudens (Amphilochidae)

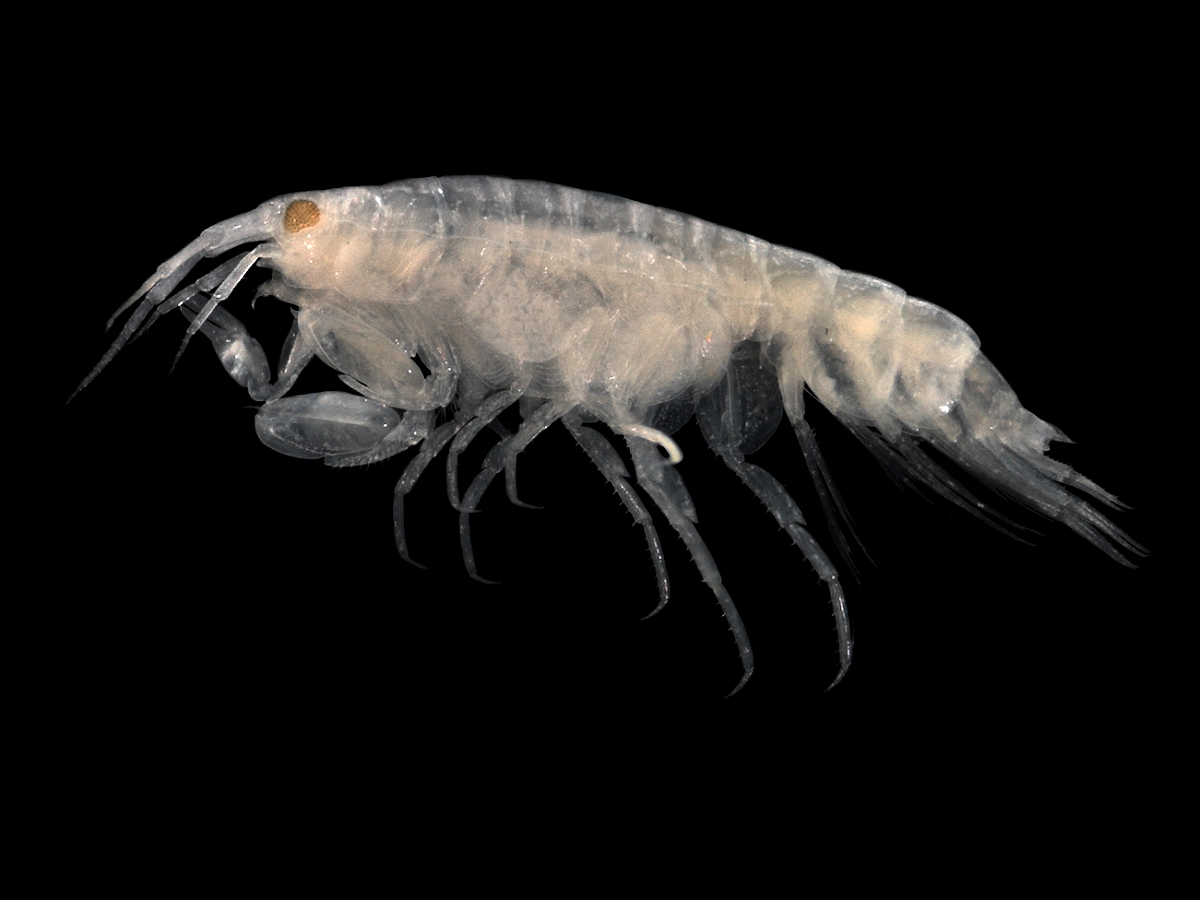
Leucothoe incisa (Leucothoidae)

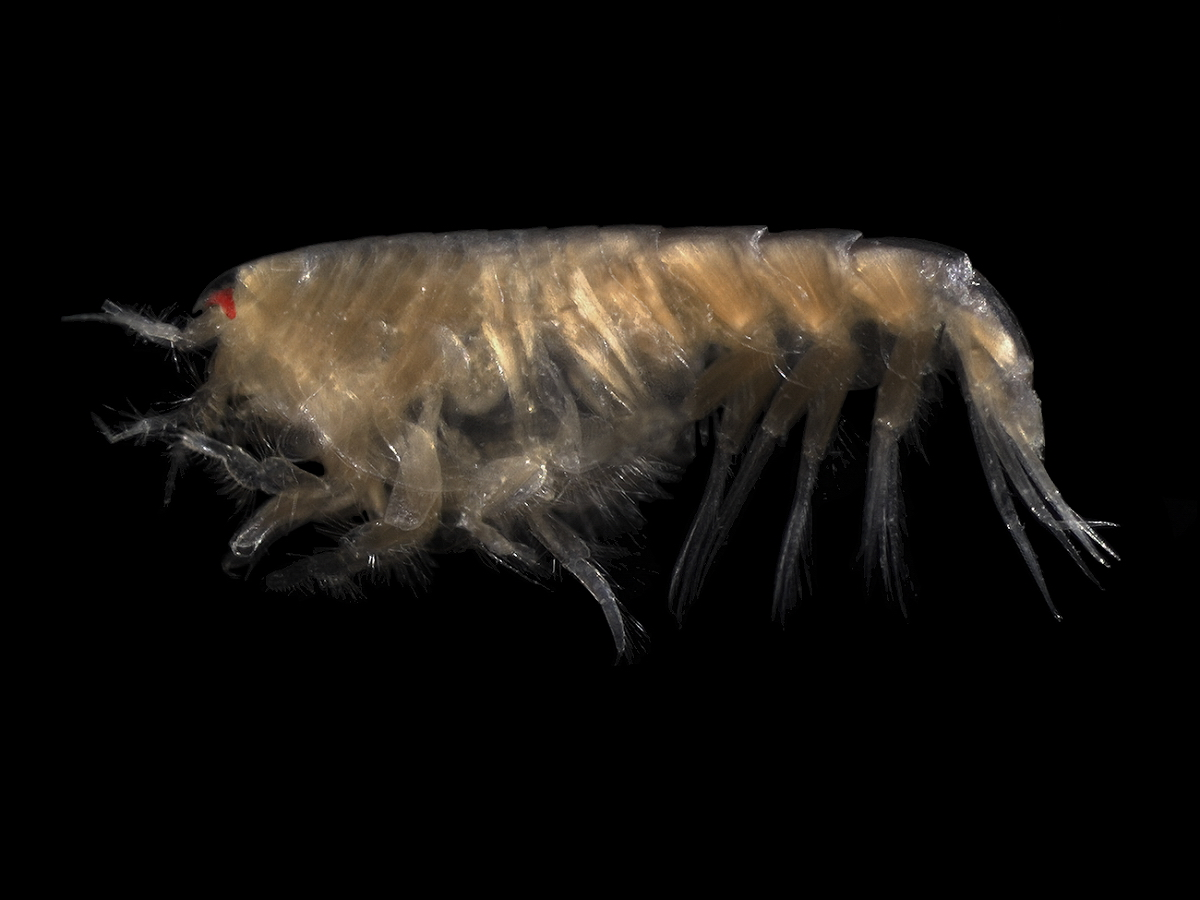
Pontocrates altamarinus (Oedicerotidae)

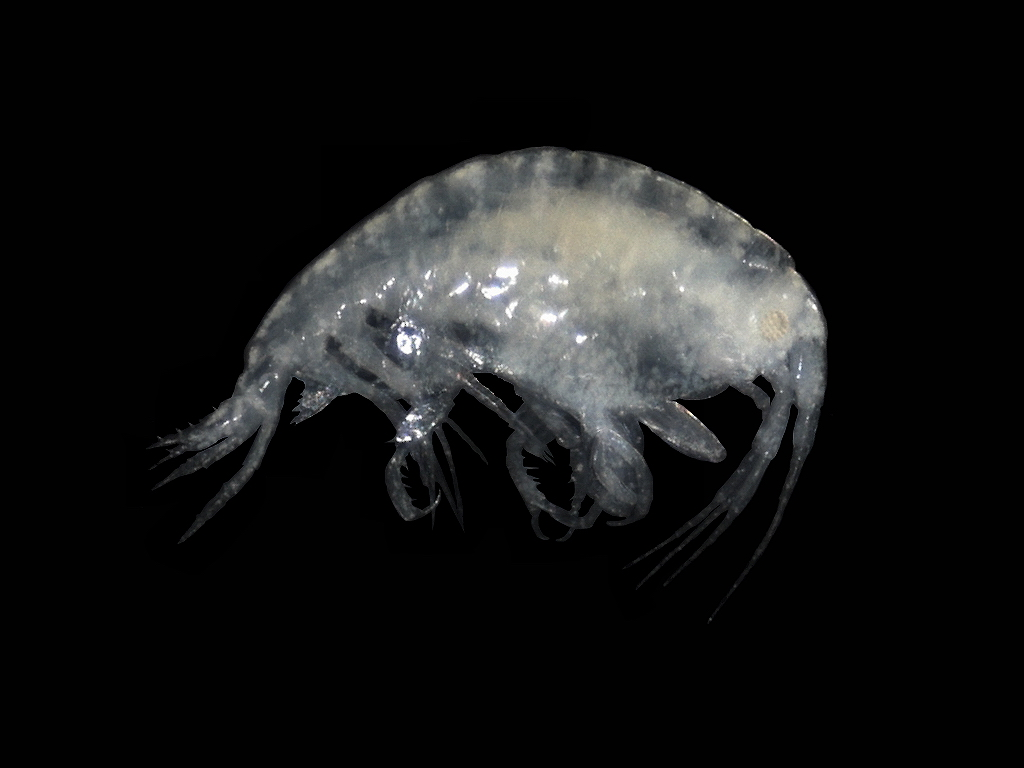
Stenothoe marina (Stenothoidae)

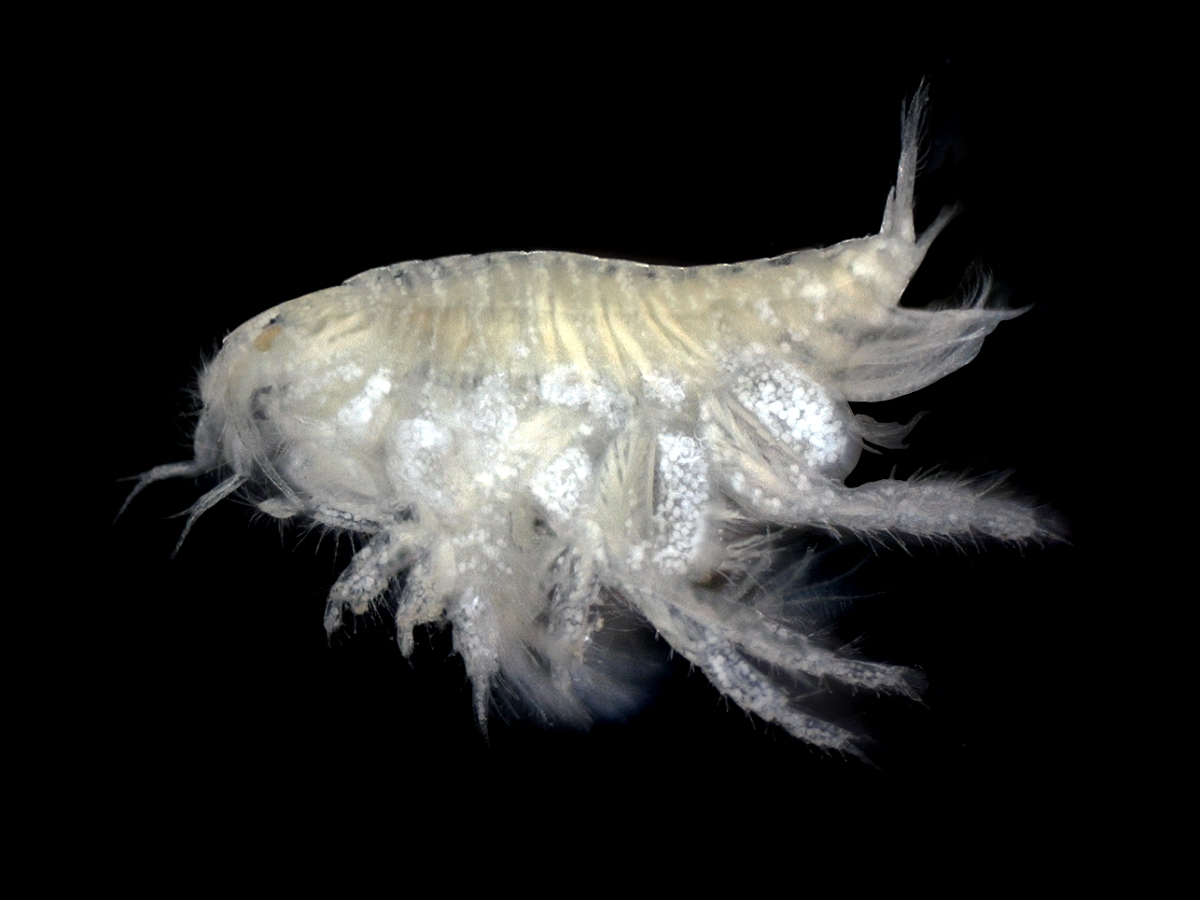
Urothoe brevicornis (Urothoidae)

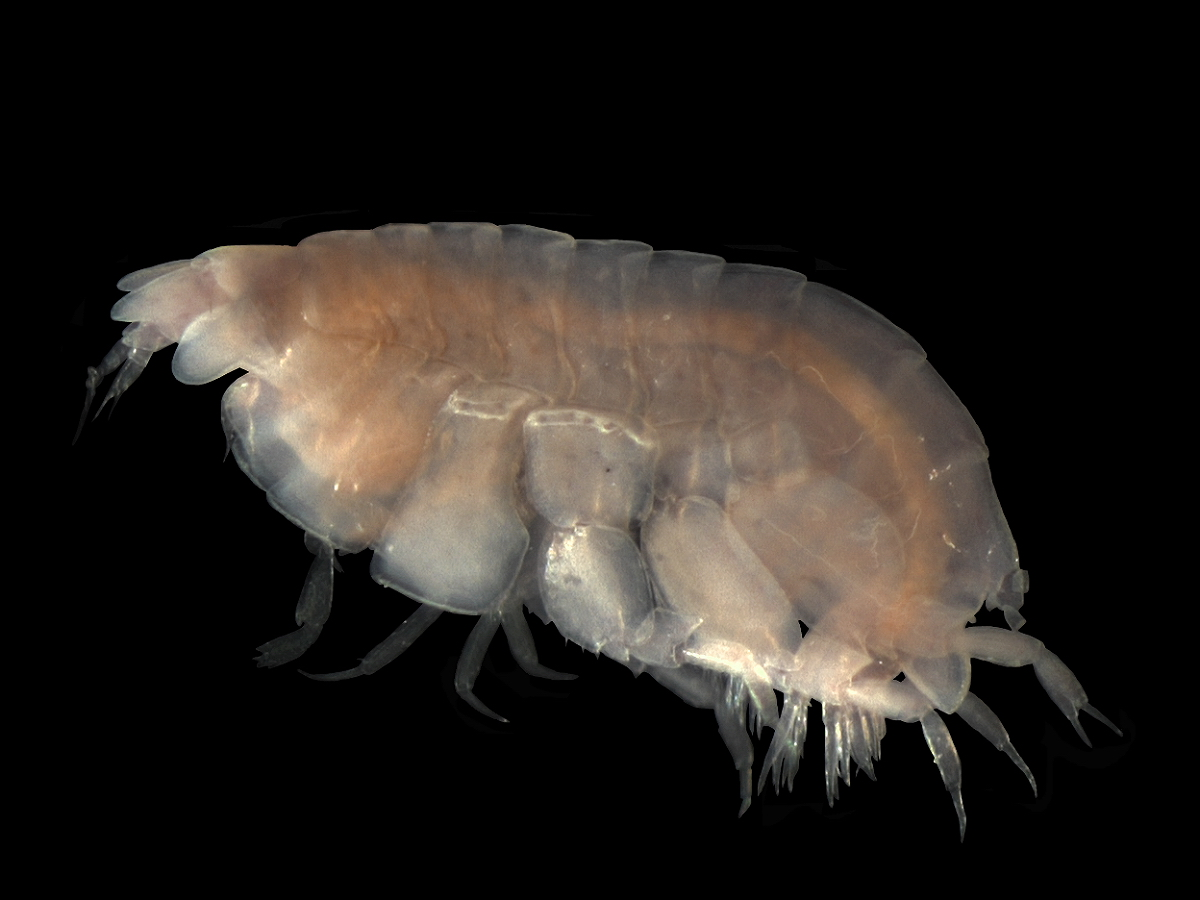
Lepidepecreus longicorne (Lysianassidae)

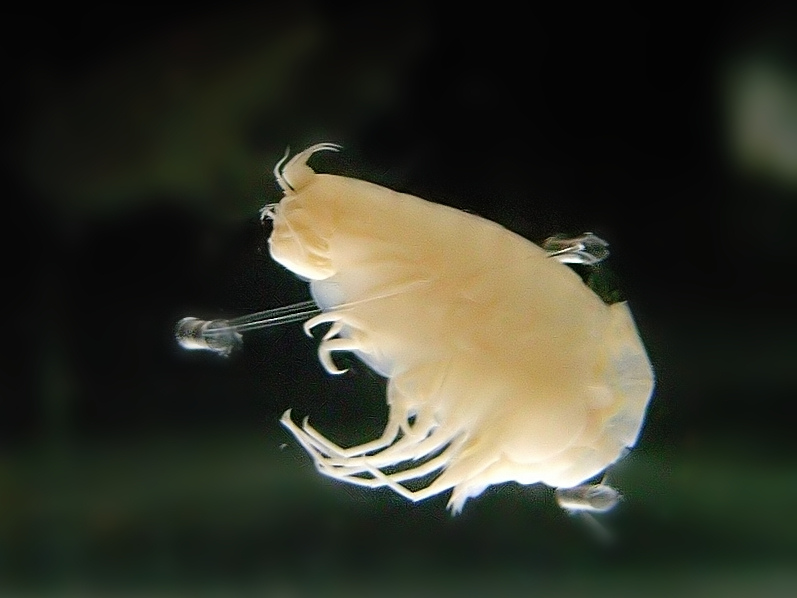
Hirondellea gigas (Uristidae)

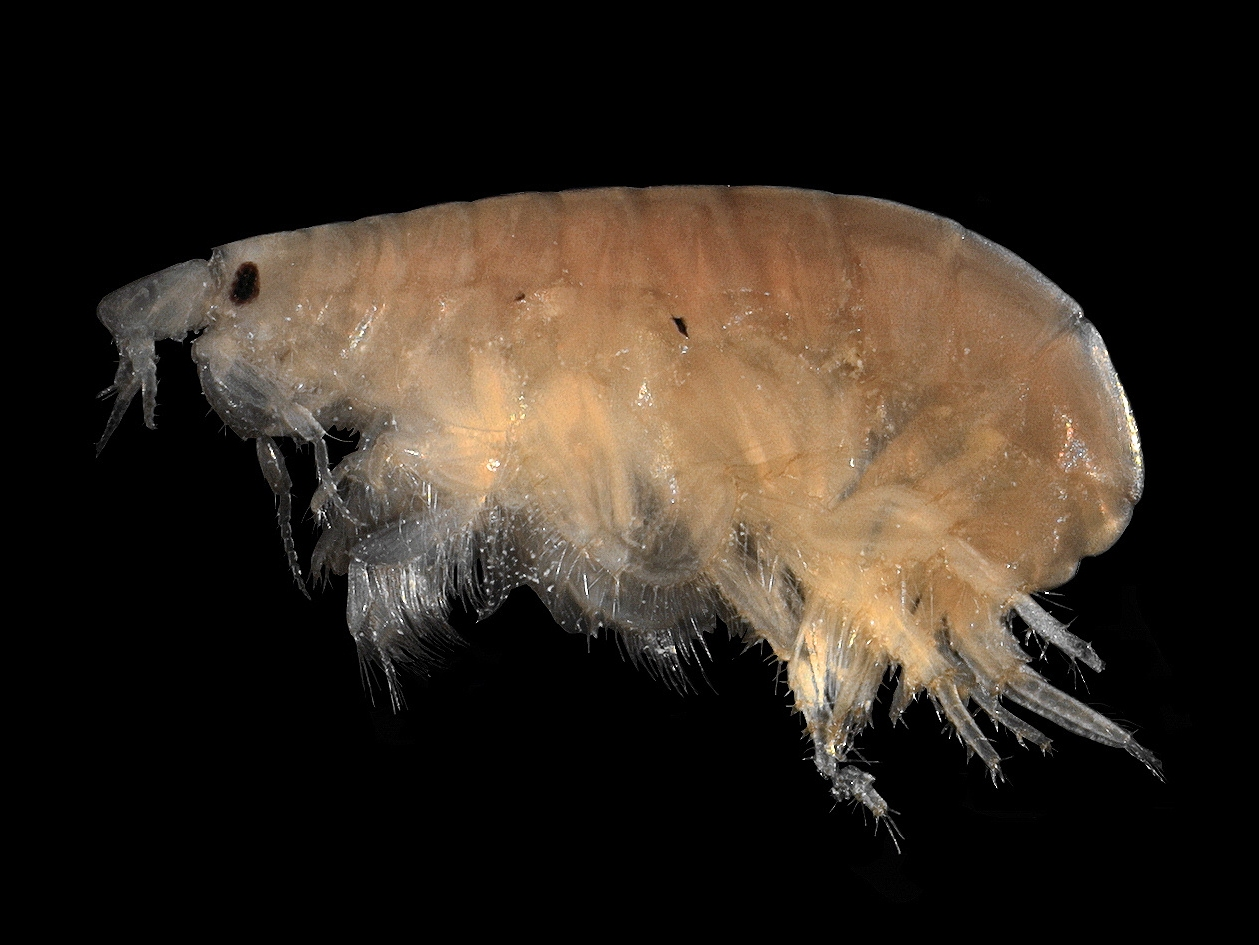
Bathyporeia sarsi (Pontoporeiidae)

Die Systematik der Gammaridea ist oft Revisionen unterworfen. Speziell die Gruppierung und Zusammenfassung der Familien in Überfamilien variiert.
Stand: 1. April 2014
- Nicht in Überfamilien zusammengefasste Familien:
  - Acanthonotozomatidae Stebbing, 1906
  - Acanthonotozomellidae Coleman & Barnard, 1991
  - Alicellidae Lowry & De Broyer, 2008
  - Amathillopsidae Pirlot, 1934
  - Ampeliscidae Krøyer, 1842
  - Amphilochidae Boeck, 1871
  - Argissidae Walker, 1904
  - Astyridae Pirlot, 1934
  - Atylidae Lilljeborg, 1865
  - Bateidae Stebbing, 1906
  - Bolttsiidae Barnard & Karaman, 1987
  - Cheidae Thurston, 1982
  - Cheluridae Allman, 1847
  - Colomastigidae Stebbing, 1899
  - Condukiidae Barnard & Drummond, 1982
  - Cressidae Stebbing, 1899
  - Cyproideidae J.L. Barnard, 1974
  - Dexaminidae Leach, 1814
  - Didymocheliidae Bellan-Santini & Ledoyer, 1987
  - Dikwidae Coleman & Barnard, 1991
  - Epimeriidae Boeck, 1871
  - Exoedicerotidae Barnard & Drummond, 1982
  - Haustoriidae Stebbing, 1906
  - Hyperiopsidae Bovallius, 1886
  - Ipanemidae Barnard & Thomas, 1988
  - Iphimediidae Boeck, 1871
  - Lafystiidae Sars, 1893
  - Laphystiopsidae Stebbing, 1899
  - Lepechinellidae Schellenberg, 1926
  - Leucothoidae Dana, 1852
  - Maxillipiidae Ledoyer, 1973
  - Megaluropidae Thomas & Barnard, 1986
  - Melphidippidae Stebbing, 1899
  - Miramarassidae Lowry, 2006
  - Nihotungidae J.L. Barnard, 1972
  - Ochlesidae Stebbing, 1910
  - Oedicerotidae Lilljeborg, 1865
  - Pagetinidae K.H. Barnard, 1931
  - Paracalliopiidae Barnard & Karaman, 1982
  - Pardaliscidae Boeck, 1871
  - Phoxocephalidae Sars, 1891
  - Phoxocephalopsidae Barnard & Drummond, 1982
  - Platyischnopidae Barnard & Drummond, 1979
  - Pleustidae Buchholz, 1874
  - Podosiridae Lowry & Myers, 2012
  - Pseudamphilochidae Schellenberg, 1931
  - Sebidae Walker, 1908
  - Sicafodiidae Just, 2004
  - Stegocephalidae Dana, 1855
  - Stenothoidae Boeck, 1871
  - Stilipedidae Holmes, 1908
  - Synopiidae Dana, 1853
  - Thurstonellidae Lowry & Zeidler, 2008
  - Urohaustoriidae Barnard & Drummond, 1982
  - Urothoidae Bousfield, 1978
  - Valettiidae Stebbing, 1888
  - Valettiopsidae Lowry & De Broyer, 2008
  - Vicmusiidae Just, 1990
  - Vitjazianidae Birstein & M. Vinogradov, 1955
  - Zobrachoidae Barnard & Drummond, 1982

Für einige Familien wurden bereits Überfamilien errichtet:
- Überfamilie Eusiroidea Bousfield, 1979 
  - Eusiridae Stebbing, 1888
- Überfamilie Liljeborgioidea Stebbing, 1899
  - Liljeborgiidae Stebbing, 1899
- Überfamilie Lysianassoidea Dana, 1849
  - Acidostomatidae Stoddart & Lowry, 2012
  - Amaryllididae Lowry & Stoddart, 2002
  - Aristiidae Lowry & Stoddart, 1997
  - Cebocaridae Lowry & Stoddart, 2011
  - Cyclocaridae Lowry & Stoddart, 2011
  - Cyphocarididae Lowry & Stoddart, 1997
  - Endevouridae Lowry & Stoddart, 1997
  - Eurytheneidae Stoddart & Lowry, 2004
  - Hirondelleidae Lowry & Stoddart, 2010
  - Izinkalidae Lowry & Stoddart, 2010
  - Kergueleniidae Lowry & Stoddart, 2010
  - Lepidepecreellidae Stoddart & Lowry, 2010
  - Lysianassidae Dana, 1849
  - Opisidae Lowry & Stoddart, 1995
  - Pachynidae Lowry & Stoddart, 2012
  - Podoprionidae Lowry & Stoddart, 1996
  - Scopelocheiridae Lowry & Stoddart, 1997
  - Sophrosynidae Lowry & Stoddart, 2010
  - Thoriellidae Lowry & Stoddart, 2011
  - Trischizostomatidae Lilljeborg, 1865
  - Uristidae Hurley, 1963
  - Wandinidae Lowry & Stoddart, 1990
  - Lysianassoidea incertae sedis
- Überfamilie Pontoporeioidea Dana, 1853
  - Pontoporeiidae Dana, 1853
  - Priscillinidae d'Udekem d'Acoz, 2006